# 19291 Karelzeman
19291 Karelzeman este un asteroid din centura principală, descoperit pe 6 iunie 1996, de Petr Pravec și Lenka Šarounová. Asteroidul este numit în onoarea regizorului ceh Karel Zeman (Invenție diabolică, Dirijabilul furat, Pe cometă).